# Парламентская газета
«Парла́ментская газе́та» — периодическое общественно-политическое издание Федерального Собрания Российской Федерации.
На основании федерального закона от 22 октября 1999 г. № 185-ФЗ «Парламентская газета» является официальным публикатором федеральных конституционных законов, федеральных законов и актов палат Федерального Собрания.
Выпуски газеты имеют региональные вкладки и тематические приложения.
К 100-летию Государственной Думы «Парламентская газета» выпустила книгу «Думы Таврического дворца» в серии «Политический Олимп России».
«Парламентская газета» распространяется в розницу и по подписке по всей территории РФ и в ряде стран СНГ. В зарубежной прессе периодически отмечаются ссылки и цитирования «Парламентской газеты».
Издание имеет свой пресс-центр и сайт, на котором содержатся материалы, опубликованные в «Парламентской газете», а также ежедневно обновляемая информация о деятельности Федерального Собрания.
Парламентская газета является соучредителем Всероссийского конкурса имени Владимира Мезенцева «Юные журналисты России».
9 ноября 2023 года, на фоне вторжения России на Украину, Канада внесла издание в санкционный список против российских структур дезинформации и военной пропаганды за «распространение ложных нарративов и пропаганды, которую выдают за экспертное мнение, в попытке узаконить неоправданное нарушение Россией суверенитета и территориальной целостности Украины».